# Ellmau
Ellmau est une commune autrichienne du district de Kufstein dans le Tyrol. Elle vit principalement du tourisme, été comme hiver.

## Géographie

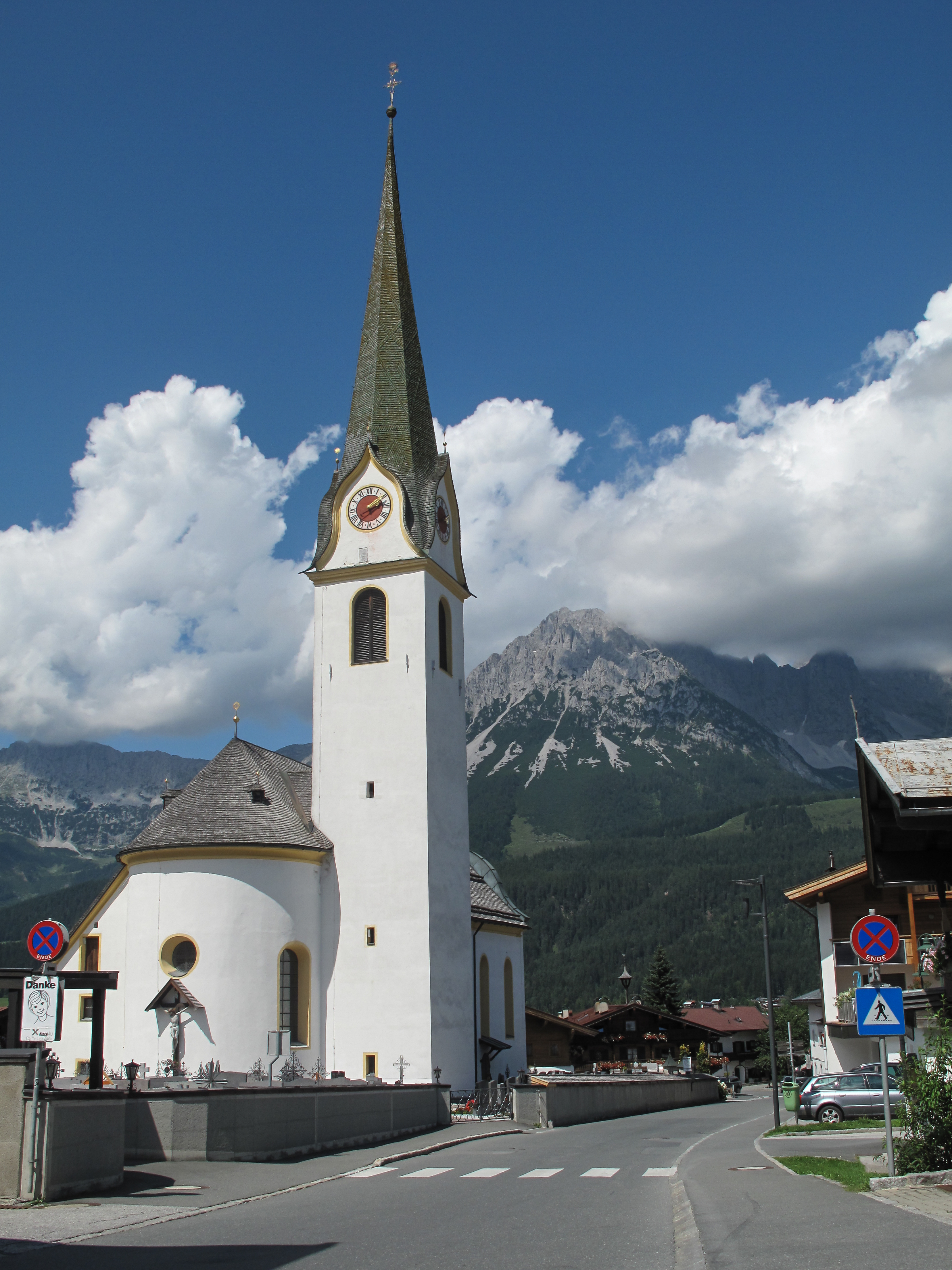
L'église paroissiale Saint-Michel.

Ellmau se trouve au pied de la réserve naturelle Wilder Kaiser, à 820 m d'altitude, dans le Söllandl, niché entre le massif calcaire du Wilder Kaiser au nord et du Hartkaiser au sud, à environ 17 km de la sortie d'autoroute Kufstein-Süd, non loin de la zone de partage des eaux entre l'Inn et la Großache.

## Histoire
La première mention d'Ellmau se situe dans un document de l'abbaye de Herrenchiemsee daté entre 1153 et 1156. On y parle de Sigboto de Stöttham (Chieming, Haute-Bavière) qui possède la propriété de Horngach dans « Elmǒwe ». Vers 1240, Ellmau appartient au domaine du Söllandl, qui comprend également les villages de Scheffau et Niederau.
Un bureau de poste est construit en 1616. Il est administré au XXe siècle par la famille Kaisermann.
À l'époque médiévale, Ellmau est composé de trois districts : Ellmau, Weißach et Rieser. Au XIXe siècle, la municipalité d'Ellmau est constituée à partir de ces districts. En 1850, Ellmau, Scheffau et Söll sont rassemblées pour former une commune sous le nom de Söll. Mais le 4 octobre, elle est de nouveau divisée en trois communautés indépendantes.
Aujourd'hui, Ellmau est surtout une station touristique qui compte près de 1 million de nuitées par an.

## Source
- (de) Cet article est partiellement ou en totalité issu de l’article de Wikipédia en allemand intitulé « Ellmau » (voir la liste des auteurs).